# NGC 6043B
NGC 6043B је галаксија у сазвежђу Херкул која се налази на NGC листи објеката дубоког неба.
Деклинација објекта је + 17° 46' 24" а ректасцензија 16h 5m 0,7s. Привидна величина (магнитуда) објекта NGC 6043 износи 15,2 а фотографска магнитуда 16,2. NGC 6043B је још познат и под ознакама MCG 3-41-86, CGCG 108-109, PGC 1541265.